# Равнець (Росія)
Равне́ць (рос. Равнец) — село у складі Ішимського району Тюменської області, Росія.
Населення — 596 осіб (2010, 629 у 2002).
Національний склад станом на 2002 рік:
- росіяни — 89 %